# Shaila Dúrcal
Shaila de los Ángeles Morales de las Heras, alias Shaila Dúrcal (née le 28 août 1979 à Madrid), est une chanteuse espagnole, fille de la chanteuse Rocío Dúrcal.